# Franco Smith
Petrus François Smith, detto Franco (Lichtenburg, 29 luglio 1972), è un dirigente sportivo, allenatore di rugby a 15 ed ex rugbista a 15 sudafricano.

## Biografia
Mediano d'apertura nato a Lichtenburg (Provincia del Nordovest), mosse i primi passi rugbistici nella scuola superiore Sand du Plessis; rappresentò i F.S. Cheetahs (Stato Libero) dapprima nella Currie Cup poi, a livello di franchigia, nel Super 14; passato in seguito ai Griquas (Provincia del Capo Settentrionale) e successivamente ai Golden Lions di Pretoria, rappresentò questi ultimi (i Bulls) a livello di franchigia ancora nel Super 14.
Trasferitosi in Europa disputò una stagione in Galles nel Newport; trascorse quindi gli ultimi tre anni di carriera agonistica al Benetton agli ordini del tecnico neozelandese Craig Green, con il quale vinse due campionati italiani consecutivi, nel 2003 e nel 2004.
Disputò 9 incontri con la maglia del Sudafrica, quattro dei quali in due edizioni del Tri Nations, tra il 1997 e il 1999, con 23 punti totali (2 mete, altrettante trasformazioni e 3 calci piazzati).
Terminata l'attività di giocatore nel 2005, tornò in Sudafrica per assumere l'incarico di allenatore in seconda della squadra dei Cheetahs impegnata nel Super 14.
Nel 2007, quando Craig Green lasciò l'incarico di allenatore del Benetton, divenne tecnico della società trevigiana: il 5 dicembre 2013 la società ha comunicato l'interruzione consensuale del rapporto.
Ingaggiato dapprima come allenatore dei tre quarti nello staff tecnico dell'Italia diretto da Conor O'Shea a partire dal gennaio 2020, ha ricevuto la promozione a commissario tecnico ad interim per il Sei Nazioni a seguito delle dimissioni di O'Shea dopo la Coppa del Mondo 2019. Ha ricoperto tale incarico sino al maggio 2021, quando la gestione della nazionale è passata al neozelandese Kieran Crowley; Smith è stato così incaricato della direzione del rugby d'alto livello della FIR.

## Palmarès

### Giocatore
- Tri Nations: 1
Sudafrica: 1998
- Campionati italiani: 2
Benetton Treviso: 2002-03, 2003-04
- Coppe Italia: 1
Benetton Treviso: 2004-05

### Allenatore
- Currie Cup: 2
F.S. Cheetahs: 2016, 2019
- Campionati italiani: 2
Benetton Treviso: 2008-09, 2009-10
- Coppe Italia: 1
Benetton Treviso: 2009-10
- Supercoppe d'Italia: 1
Benetton Treviso: 2009
- United Rugby Championship: 1
Glasgow Warriors: 2023-24